# Réaction alcali-granulat
Pour les articles homonymes, voir RAG.

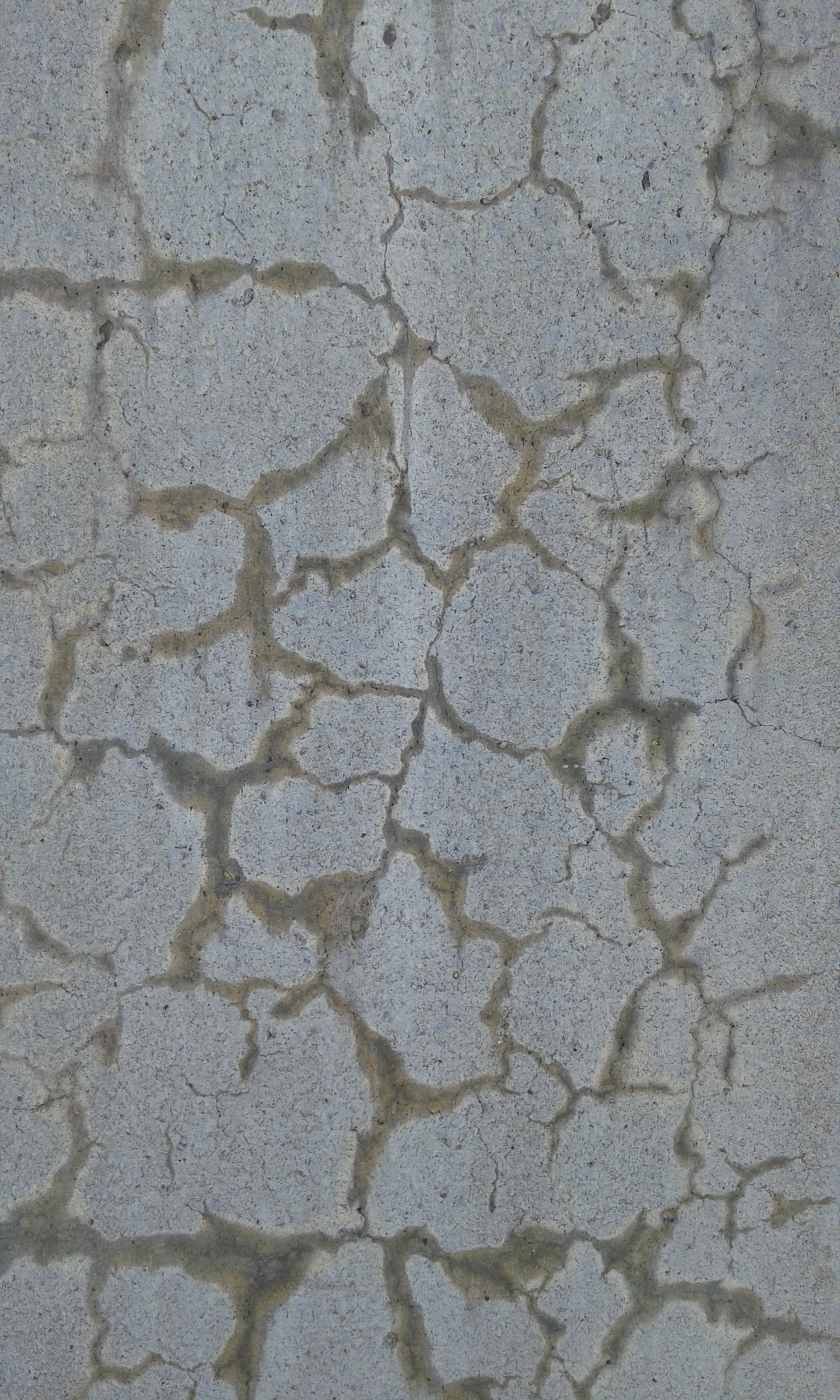
Surface d'un pilier de béton présentant les signes caractéristiques de faïençage de la réaction alcali-silice (RAS). Le gel alcalin liquide exsudé le long des fissures (bavures grasses très reconnaissables) est très souvent de couleur jaune ou ambrée et possède un pH élevé.

Les réactions alcali-granulat (aussi connues sur l'acronyme RAG) constituent une famille de réactions de dégradation endogènes aux bétons. Ces réactions ont lieu entre les ions hydroxyles (OH−) accompagnés (en raison de l'électro-neutralité des solutions aqueuses) par les ions alcalins solubles (Na+, K+) présents dans la solution interstitielle du béton (principalement ions sodium et potassium) et les granulats. Elles conduisent au gonflement et à la fissuration des bétons affectés ainsi qu'à une diminution des propriétés mécaniques du béton (résistance à la compression, à la traction, à la flexion, et modification du module de Young) réduisant ainsi la durée de vie des ouvrages affectés.
Ces réactions ont lieu sous trois conditions :
- réactivité des granulats ;
- présence en quantités suffisantes d'ions hydroxydes et de cations alcalins en solution interstitielle ;
- taux d'humidité interne du béton suffisant.

Cette famille de réactions est composée de 3 réactions :
- la réaction alcali-silice (principale responsable de la RAG) ;
- la réaction alcali-silicate (si le béton est souillé par de la terre ou des argiles) ;
- la réaction alcali-carbonate (beaucoup moins fréquente et impliquant la dolomie).

## Types de réactions alcali-granulat

### Réaction alcali-silice
Les granulats, quand ils contiennent une quantité suffisante de silice y sont vulnérables : la silice amorphe ou mal cristallisée (opale, calcédoine, chert…) est la plus altérable et réagit avec les ions hydroxyles (OH−) de la solution interstitielle hyperalcaline (dominée par KOH et NaOH, pH = 13.5) contenue dans la porosité de la pâte de ciment durcie. 
La dissolution de la silice (SiO2) en conditions très basiques peut s'écrire schématiquement de la façon suivante dans l'ancien système de notation industrielle utilisé pour représenter l'acide silicique et les silicates:
SiO2 + H2O → H2SiO3
H2SiO3 + 2 NaOH → Na2SiO3 + 2 H2O
Globalement, la réaction de dissolution de la silice par l'hydroxyde de sodium peut s'écrire comme suit: 
SiO2 + 2 NaOH → Na2SiO3 + H2O
Si le NaOH est en défaut par rapport à la silice et en ne considérant que la première réaction de dissociation de l'acide métasilicique (H2SiO3), la réaction peut également s'écrire comme suit avec un rapport atomique Na/Si = 1 et non de 2 comme dans l'équation correspondante plus haut : 
SiO2 + NaOH → NaHSiO3
Il convient toutefois de noter que cet ancien formalisme de notation chimique des silicates, quoique présentant l'avantage de la simplicité d'écriture et d'une similitude avec celle de l'acide carbonique et des carbonates est en fait incorrect car ni l'acide métasilicique (H2SiO3), ni l'anion métasilicate (SiO32−) n'ont jamais été observés ou identifiés en solution aqueuse, parce que ces espèces sont instables et continuent leur hydratation. En effet, contrairement à l'hydratation du CO2 qui ne consomme qu'une seule molécule d'eau et s'arrête à H2CO3, l'hydratation de SiO2 consomme deux molécules d'eau et continue une étape plus loin pour aboutir à la molécule de H4SiO4. La différence de comportement d'hydratation entre le CO2 et le SiO2 s'explique par des raisons thermodynamiques et d'énergie de liaison ou d'encombrement stérique autour de l'atome central de la molécule. De ce point de vue, le système de notation utilisé actuellement en géochimie est plus correct. L'acide silicique y est noté sous la forme de H4SiO4 ou Si(OH)4 et l'anion silicate de sa première base conjuguée comme H3SiO4− ou Si(OH)3O−. Toutefois, par souci de simplicité d'écriture, l'ancien système de notation des silicates est utilisé ci-après afin d'appréhender plus facilement une série de réactions chimiques avec de multiples interactions souvent complexes. À défaut de correspondre exactement à la réalité beaucoup plus compliquée, il reste cependant utile pour établir des bilans de masse. 
La réaction de dissolution de la silice conduit à la formation de silicate de sodium et de potassium au détriment de la durée de vie du béton en provoquant « un gonflement du béton dû à une fissuration microscopique sous pression de produits de réaction qui sont des gels gonflant par absorption d’eau. Si le béton est chargé, la fissuration microscopique se développe en fonction du chargement local du béton, ce qui induit une anisotropie de comportement et de déformation du béton ». La cinétique de l'attaque est contrôlée par un ensemble de paramètres tels que le pH, l'alcalinité (concentration en ions OH−), la concentration en ions calcium (Ca2+), la nature plus ou moins amorphe ou cristalline de la structure du granulat SiO2, etc.
Les ponts siloxanes ≡Si–O–Si≡ de la structure polymérique de la silice colloïdale solide sont hydrolysés et des groupements de surface silanols ≡Si–O− (déprotonés en conditions basiques) sont créés. Les charges électriques négatives des groupes silanols sont contrebalancées par les charges positives des cations K+ et Na+. Le nouveau composé produit est un gel fortement hydrophile qui gonfle en présence d'eau. Les produits que l'on nomme "gels" sont également appelés K-C-S-H, N-C-S-H  et C-S-H (notés ici avec des tirets pour souligner la non-stœchiométrie des composés) selon la notation de la chimie du ciment. Il s'agit de phases hydratées polymériques composées de potassium (K, pour K2O), de sodium (N, pour Na2O), de calcium (C, pour CaO), de silicate (S, pour SiO2) et d'eau (H, pour H2O).

#### Hydrolyse et dissolution du réseau de SiO2

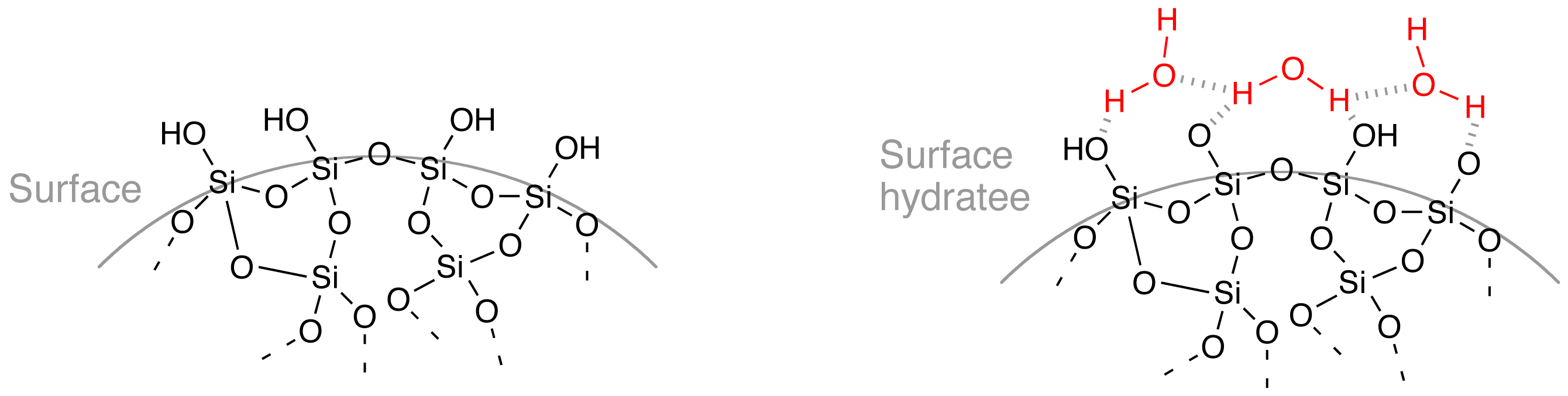
Surface de la silice anhydre et hydratée: voir aussi l'hydratation de la surface de l'électrode de verre utilisée pour la mesure du pH en potentiométrie.

La surface de la silice solide (SiO2) en contact avec l'eau est recouverte de liaisons siloxane (≡Si–O–Si≡) et de groupes silanol (≡Si–OH) sensibles à une attaque alcaline par les ions OH−. 
Les liaisons siloxanes peuvent subir des réactions d'hydrolyse et de condensation comme représenté schématiquement ci-après : 
≡Si–O–Si≡ + H2O   ↔   ≡Si–OH + HO–Si≡
=Si=O + H2O   ↔   =Si(–OH)2
D'autre part, les groupes silanol peuvent également subir une protonation/déprotonation, comme dans le cas de l'autoprotolyse de l'eau : 
≡Si–OH   ↔   ≡Si–O− + H+
Si l'on augmente la concentration en anion hydroxyde (OH−) en solution (ajout de NaOH et accroissement du pH), ces équilibres peuvent être déplacés vers le côté droit de la réaction et entraîner la dissolution de la silice. 
L'hydrolyse alcaline des liaisons siloxanes se produit par substitution nucléophile de OH− sur un atome de silicium, tandis qu'un autre groupe −O–Si≡ (groupe sortant) doit s'en aller pour préserver le caractère tétravalent de l'atome de Si :
≡Si–O–Si≡ + OH−   →   ≡Si–OH + −O–Si≡
=Si=O + OH−   →   =Si(OH)O−
Déprotonation des groupes silanol : 
≡Si–OH + OH−   →   ≡Si–O− + H2O

#### Mécanisme de la réaction alcali-silice
Les granulats réactifs de SiO2 amorphe gonflent à la suite de leur attaque par les hydroxydes alcalins présents dans le béton (KOH et NaOH) produisant un gel hygroscopique de silicate de sodium et de potassium. Si l’on considère le seul cas du silicate de sodium (Na2SiO3·n H2O) afin de simplifier le système, le principe fondamental de la réaction chimique alcali-silice peut s’écrire schématiquement de la façon suivante dans l'ancienne notation industrielle des silicates (par analogie avec le comportement chimique de l'anion carbonate) : 
SiO2 + 2 NaOH → Na2SiO3 · H2O
Il s’agit de la dissolution en conditions hyper-alcalines (pH ≥ 13.5) de la silice hydratée (acide silicique, suivant la notation choisie : H2SiO3, H4SiO4 ou Si(OH)4) contenue dans le granulat.
Ce sont les ions hydroxydes (OH−) responsables du haut pH en solution qui sont les principaux agents responsables de la réaction alcali-granulats, car il s'agit bien ici d'une réaction acide-base (échange de protons H+) entre l'acide silicique et les ions OH−. Les anions hydroxydes hydrolysent donc en tout premier lieu le réseau de la silice amorphe et la dissolvent. Sans eux, la réaction de dissolution de la silice ne serait pas possible : il faut un haut pH (donc des conditions très basiques) pour dissoudre la silice ou le verre. Le rôle des cations alcalins (Na+ et K+) solubles et mobiles qui accompagnent les OH− (électro-neutralité) est toutefois nettement moins bien compris : en effet, les ions Li+ ayant un très petit rayon ionique à l'état nu et étant donc très hydratés sont connus depuis les travaux de McCoy et Caldwell (1951) pour inhiber la réaction alcali-silice, mais ce mécanisme reste encore mal connu et fait toujours l'objet de débats. La double couche électrique (electrical double layer, EDL) des gels de silice ainsi que les phénomènes osmotiques jouent vraisemblablement un rôle important dans la réaction alcali-silice, mais l'interaction de l'ion lithium avec ces processus reste mal comprise. 
Étant hydratés, les cations alcalins contribuent probablement aussi à retenir l'eau dans le gel de silice soluble obtenu. Le silicate de sodium produit est donc très hygroscopique, tout comme le silica gel d'ailleurs souvent utilisé comme agent de dessiccation. Le silicate de sodium attire à lui les molécules d’eau pour lesquelles il présente une grande affinité et s’hydrate fortement suivant la réaction suivante : 
Na2SiO3 · H2O + n H2O → Na2SiO3 · (n+1) H2O
La réaction d'hydratation du silicate de sodium s'accompagne également de gonflement et provoque une augmentation de volume importante. Le silicate de sodium gonfle donc au cours de son hydratation et commence par remplir la porosité libre au sein du granulat. Quand celle-ci est complètement remplie, le silicate de sodium continue à s'expanser et à migrer au sein du granulat en raison du gradient chimique (diffusion, loi de Fick) auquel vient s’ajouter son expulsion hydraulique (advection, loi de Darcy) à la suite de l’élévation de la pression interne au sein du granulat. La viscosité élevée du silicate de sodium hydraté entrave encore son transport au sein du granulat accroissant d’autant la pression hydraulique qui y règne. La matrice du granulat est alors mise en tension et l’effort de traction en résultant conduit finalement à la fissuration du granulat. Les granulats peuvent ainsi se fissurer de part en part. 
Un autre phénomène contribue aussi à la fissuration des granulats : ceux-ci se recouvrent progressivement d’une pellicule imperméable de silicate de calcium hydraté (CaSiO3 · n H2O, également noté C-S-H en abrégé) qui empêche également le silicate de sodium hydraté de sortir du granulat. Cette pellicule se forme lentement à la suite de la réaction du silicate de sodium avec les ions calcium relâchés par les grains de portlandite (Ca(OH)2) présents dans la pâte de ciment durcie. Il se produit alors un échange entre les ions calcium et sodium des deux réactifs suivi de la précipitation de C-S-H moins solubles suivant la réaction suivante : 
Na2SiO3 · n H2O + Ca(OH)2 → CaSiO3 · n H2O + 2 NaOH
On notera également que cette réaction produit deux "molécules" d'hydroxyde de sodium (NaOH) soluble qui contribueront à leur tour à dissoudre la silice amorphe du granulat réactif. La boucle est bouclée et la réaction alcali silice continue à la façon d’un catalyseur (régénération permanente d’un des réactifs au sein du système). Elle ne s’arrêtera que faute de combattants quand toute la silice réactive aura été consommée ou que la portlandite aura complètement disparu. Tel que le font remarquer Wang et Gillott (1991) la principale réserve d’ions hydroxyles (OH−) dans la pâte de ciment durcie se trouve stockée en phase solide dans la portlandite relativement soluble (de l’ordre de 1.5 g Ca(OH)2 /L de solution à pH = 12.5, mais cette valeur est plus faible à pH plus élevé par effet d’ions communs faisant régresser l’équilibre de dissolution de la portlandite) 
Lorsque le silicate de calcium hydraté colmate presque toute la porosité à la surface du granulat en contact avec la pâte de ciment durcie, on observe alors en lame mince au microscope optique un rebord continu autour du granulat. Cette membrane semi-perméable de C-S-H laisse passer plus facilement les ions Na+ et OH− entrant par diffusion dans le granulat sous l’effet du gradient chimique que le silicate de sodium hydraté sortant dont la viscosité entrave le transport. Cette membrane se comporte comme une sorte de “coquille” imperméable au silicate de sodium hydraté l’empêchant de migrer en dehors du granulat. L’augmentation de la pression hydraulique exercée par le gonflement du silicate de sodium confiné au sein du granulat conduit finalement à la fissuration de ce dernier. 
Quand tout le gel N-S-H (N pour sodium, natrium) a été converti en C-S-H après consommation du calcium de la portlandite présente dans le système, la réaction alcali-silice totalement aboutie dans le béton s'apparente plus ou moins à la réaction pouzzolanique du ciment des romains : 
SiO2 + Ca(OH)2 + n H2O → CaSiO3 · (n+1) H2O
En effet, dans la réaction pouzzolanique, le verre de silice d'origine volcanique (obsidienne, pierre ponce) réagit avec la chaux éteinte pour donner un liant hydraulique. 
La réaction alcali-silice diffère cependant de la réaction pouzzolanique par le fait qu'elle est constamment catalysée par la présence de NaOH et de KOH dans le béton. En cela, elle ressemble également à la réaction de la chaux sodée avec le CO2 de l'air. Le NaOH y joue également le rôle de catalyseur et sert à améliorer la vitesse et l'efficacité de la réaction de piégeage du CO2. 
Un des moyens pour éviter, ou minimiser, la réaction alcali-silice en présence de granulats potentiellement réactifs est de veiller à maintenir la concentration en NaOH et KOH (les agents catalyseurs de la réaction) dans l'eau interstitielle aussi basse que possible. En général, les normes pour les ciments Portland (CEM I) à faible alcalinité (Low Alkalinity, LA) prescrivent moins de 0.6 % en poids de Na2O équivalent (par rapport au poids du ciment).

#### Analogie avec la carbonatation de la chaux sodée et du béton
Le mécanisme de la réaction alcali-silice catalysée par une base forte soluble comme NaOH ou KOH en présence de Ca(OH)2 (tampon d'alcalinité présent dans la phase solide) peut être comparé au processus de carbonatation de la chaux sodée. 
| (1)   |  | CO2 + 2 NaOH     |  | → |  | Na2CO3 + H2O   |  | (piégeage du CO2 par le NaOH soluble)               |
| (2)   |  | Na2CO3 + Ca(OH)2 |  | → |  | CaCO3 + 2 NaOH |  | (régénération du NaOH après réaction avec la chaux) |
| (1+2) |  | CO2 + Ca(OH)2    |  | → |  | CaCO3 + H2O    |  | (réaction globale)                                  |

En présence d'eau ou simplement d'humidité ambiante, les bases fortes, NaOH ou KOH, se dissolvent facilement dans leur eau d'hydratation (substances hygroscopiques, phénomène de déliquescence) et cela facilite grandement le processus de catalyse car la réaction en solution aqueuse se produit beaucoup plus rapidement que dans la phase solide sèche. Le NaOH humide imprègne la surface et la porosité des grains d'hydroxyde de calcium à haute surface spécifique. La chaux sodée est couramment utilisée dans les appareils recycleurs en plongée en circuit fermé et dans les systèmes d'anesthésie pour capter le CO2 rejeté par la respiration. 
Le même effet catalytique par les hydroxydes alcalins (en fonction de la teneur en Na2Oeq du ciment) contribue également à la carbonatation de la  portlandite par le CO2 atmosphérique dans les bétons bien que la vitesse de propagation du front de réaction y soit surtout limitée par le transport diffusif du CO2 au sein de la matrice de béton de porosité moindre.
La réaction de carbonatation de la chaux sodée peut être directement traduite dans l'ancienne notation industrielle des silicates (en référence à l'acide métasilicique, H2SiO3, jamais observé) simplement en remplaçant un atome de C par un atome de Si dans les équations de bilan de masse (c'est-à-dire en remplaçant le CO2 par du SiO2 et les anions carbonate par des anions métasilicate). On obtient ainsi l'ensemble de réactions suivantes, que l'on rencontre aussi couramment dans la littérature, pour décrire schématiquement la régénération continue du NaOH dans la réaction alcali-silice:
| (1)   |  | SiO2 + 2 NaOH     |  | → |  | Na2SiO3 + H2O   |  | (SiO2 rapidement dissous par le NaOH hygroscopique)        |
| (2)   |  | Na2SiO3 + Ca(OH)2 |  | → |  | CaSiO3 + 2 NaOH |  | (régénération du NaOH après réaction avec la portlandite)  |
| (1+2) |  | SiO2 + Ca(OH)2    |  | → |  | CaSiO3 + H2O    |  | (réaction globale ressemblant à la réaction pouzzolanique) |

Si le NaOH est en net défaut dans le système considéré (chaux sodée ou réaction alcali-silice), il est formellement possible d'écrire les mêmes jeux de réaction en remplaçant simplement les anions CO32− par des HCO3− et les SiO32− par des HSiO3−, le principe de la catalyse restant le même.

#### Évolution et vieillissement des gels alcalins de silice

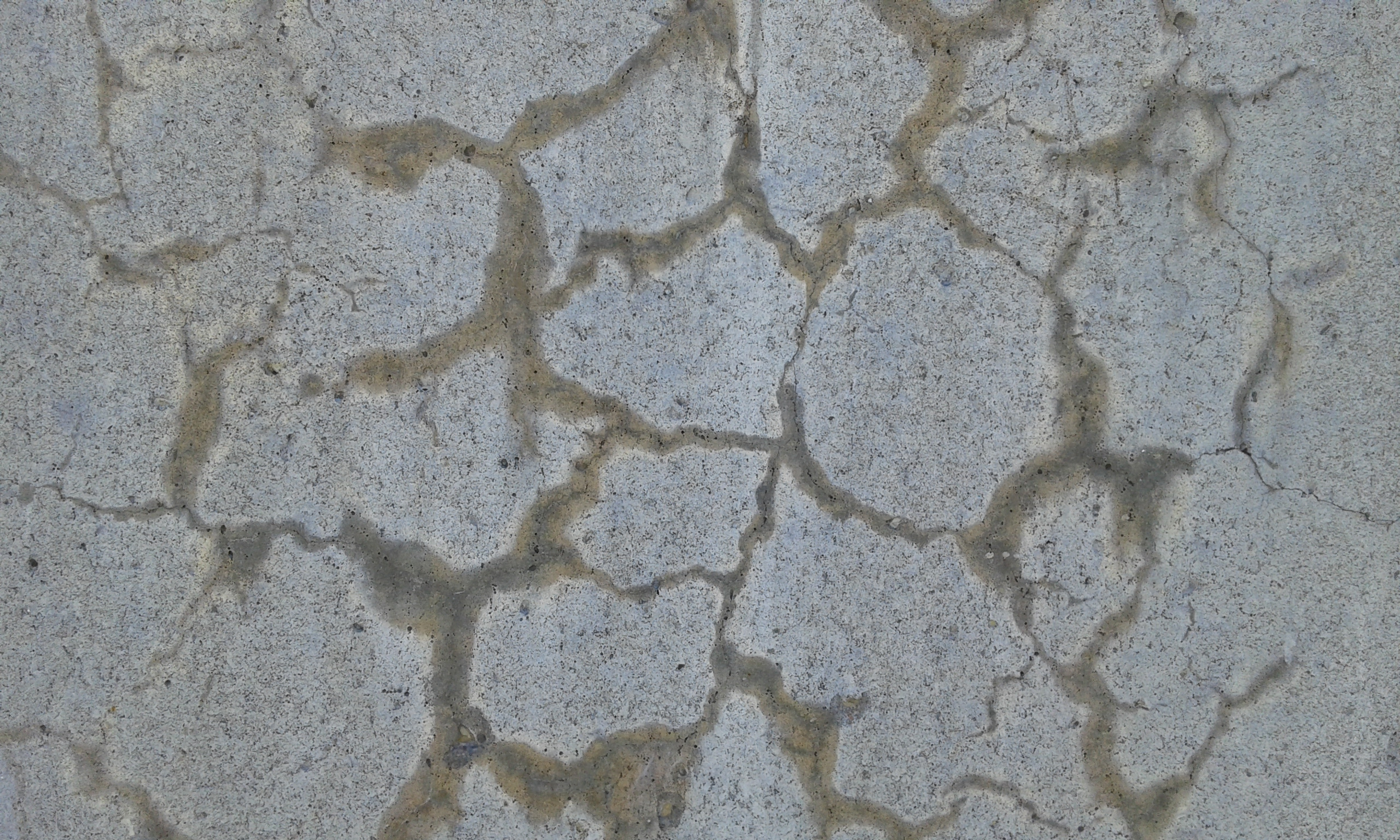
Exsudations de gel alcalin liquide à la surface du béton: tâches grasses baveuses très typiques de couleur jaune foncé imprégnant la porosité du béton le long des fissures. En se solidifiant, le gel laisse une protubérance en saillie le long de la fissure.

Le processus de transformation progressive du gel de silice alcalin liquide présent dans les exsudats des granulats du béton en produits solides moins solubles (que l'on retrouve couramment dans les pâtes de gel ou dans des efflorescences) peut être considéré en quatre étapes successives.
1. Dissolution du SiO2 et formation de gel alcalin liquide et hygroscopique
2 NaOH + SiO2 → Na2SiO3 · H2O
Na2SiO3 · H2O + n H2O → Na2SiO3 · (n+1) H2O
La réaction d'hydratation du gel alcalin fraîchement formé est responsable du gonflement causant l’éclatement des granulats réactifs. Le pH du gel alcalin est élevé et il est souvent de couleur ambrée caractéristique. Le pH élevé des exsudations récentes de gel alcalin empêche la croissance de mousses et de lichens à la surface du remplissage des fissures du béton. Les exsudations diffusent aussi progressivement dans la porosité à la surface du béton de part et d'autre des fissures. Le silicagel (Na2SiO3 · n H2O) étant très hygroscopique (comme NaOH et KOH), il en résulte des bavures de couleur plus sombre et à l'aspect gras très caractéristique autour des fissures. On a affaire à un gel de N-S-H jeune et soluble (gel liquide). 
2. Maturation du gel alcalin et augmentation de sa viscosité
 
Polymérisation des anions silicates et gélification suivant un mécanisme de transition sol-gel. Condensation de monomères ou d'oligomères de silicates dispersés dans une suspension colloïdale (sol) en un réseau tridimensionnel aqueux diphasique de silicagel. Les ions calcium divalents Ca2+ libérés par l’augmentation de la solubilité de l'hydroxyde de calcium (portlandite) lorsque le pH de l’eau interstitielle du béton commence progressivement à baisser peuvent participer au processus de gélification. 
3. Précipitation de pâte de silicate de calcium hydraté (C-S-H)

Échange de cations du silicate de sodium (ou de potassium) avec l'hydroxyde de calcium (portlandite) et précipitation de silicate de calcium hydraté amorphe ou cryptocristallin (C-S-H) accompagnée de la régénération de NaOH :
Na2SiO3 · n H2O + Ca(OH)2 → CaSiO3 · n H2O + 2 NaOH
Les silicates de calcium hydratés amorphes (C-S-H, leur non-stœchiométrie étant soulignée ici par l'utilisation de tirets dans l’abréviation) peuvent recristalliser sous la forme de rosettes semblables à celles caractéristiques de la gyrolite, un C-S-H produit notamment lors de l’hydratation lente de laitier de haut fourneau dans les ciments sidérurgiques (CEM III selon la norme européenne EN-197 sur les ciments). On a affaire à un gel de C-S-H évolué et peu soluble (gel en voie de solidification). 
4. Carbonatation des C-S-H
 
La réaction de carbonatation du gel de silice conduit à la précipitation de carbonate de calcium et de SiO2 amorphe selon une réaction stylisée très schématiquement de la façon suivante :
CaSiO3 + CO2 → CaCO3 + SiO2
Tant que le gel alcalin (Na2SiO3) hydraté n'a pas encore réagi avec les ions Ca2+ libérés par la dissolution progressive de la portlandite, bien qu’assez visqueux, il reste suffisamment fluide pour s'échapper des agrégats réactifs éclatés ou des fissures créées dans le béton soumis à des tensions internes à la suite de son gonflement. Il en résulte des exsudations de liquide visqueux jaune parfois visible (sous forme de petites gouttelettes liquides ambrées) à la surface du béton affecté. Le plus souvent, cependant, les exsudations de gel ambré imprègnent la porosité de la pâte de ciment durcie directement le long des fissures et leur donnent ainsi une apparence de bavures graisseuses humides et jaunes assez caractéristiques. 
Lorsque le pH de l’eau interstitielle de la pâte de ciment durcie baisse progressivement en raison de l’avancement de la réaction de dissolution de la silice, la solubilité de l'hydroxyde de calcium augmente et le gel alcalin réagit avec les ions Ca2+. Sa viscosité augmente en raison du processus de gélification et sa mobilité (moindre fluidité) diminue fortement lorsque les phases de C-S-H commencent à précipiter après réaction du gel alcalin avec l'hydroxyde de calcium (portlandite). À ce moment, le gel calcifié durcit et limite le transport du gel alcalin dans le béton.
Lorsque le gel pâteux de C-S-H entre en contact et réagit avec le dioxyde de carbone de l’atmosphère, il subit une carbonatation rapide et des efflorescences blanches/jaunes apparaissent à la surface des fissures du béton. Le gel alcalin plus fluide continuant de gonfler et d'exsuder sous la couche superficielle durcie de gel calcifié et carbonaté repousse ainsi les efflorescences hors des fissures, les faisant ainsi souvent apparaître en légère saillie. Comme les vitesses de séchage et de carbonatation du gel de silice sont plus élevées que la vitesse d'exsudation du gel alcalin (vitesse d'expulsion du gel alcalin plus fluide à travers les fissures), les exsudats alcalins frais et encore liquides sont souvent peu visibles à la surface des structures en béton, sauf sous la forme de bavures jaunâtres caractéristiques et d’apparence graisseuse et plus foncée imprégnant la porosité du béton le long des fissures. Parfois, dans certains ouvrages en béton et moyennant certaines précautions de forage, des carottes tout fraîchement décomprimées au moment de leur prélèvement peuvent laisser apparaître des exsudats alcalins liquides sous forme de gouttelettes ambrées.

### Réaction alcali-silicate
La réaction alcali-silicate survient lorsque les agrégats du béton sont contaminés par la présence de minéraux argileux (argile, terre, …). L'argile peut parfois être présente comme impureté au sein même de roches calcaires. Souvent, ce qui est pris pour une réaction alcali-carbonate est en fait une réaction alcali-silicate. Cette réaction est une cousine de la réaction alcali-silice et donne lieu également à la formation de silicates de calcium hydratés (C-S-H). Ce type d'interactions est très étudié dans le cadre des interfaces argile/béton et des panaches alcalins se développant en milieu argileux pour le stockage géologique des déchets radioactifs.

### Réaction alcali-carbonate
La réaction alcali-carbonate est plutôt mal nommée et se rapporte en fait à la réaction alcali-magnésium. La présence de dolomie ou de magnésite dans les agrégats peut engendrer une réaction entre le carbonate de magnésium et la chaux qui donne lieu à la cristallisation de brucite, un hydroxyde de magnésium dont le gonflement différé peut endommager le béton. 
Dans le cas de la réaction de la magnésite et de la portlandite, la réaction s'écrit comme suit : 
MgCO3 + Ca(OH)2 → Mg(OH)2 + CaCO3
Dans le cas de l'attaque de la dolomie par les hydroxydes alcalins solubles (NaOH, KOH) présents dans le béton, il s'agit plutôt de la réaction de dé-dolomitisation, donnée ici pour l'attaque par NaOH : 
(Ca,Mg)(CO3)2 + 2 NaOH → Mg(OH)2 + CaCO3 + Na2CO3
Le carbonate de sodium beaucoup plus soluble réagit à son tour avec l'hydroxyde de calcium essentiellement disponible en phase solide pour précipiter du carbonate de calcium et relibérer du NaOH: 
Na2CO3 + Ca(OH)2 → CaCO3 + 2 NaOH
Le NaOH ainsi régénéré peut contribuer à entretenir indéfiniment la réaction tel que le font remarquer Fournier et Bérubé (2000) et Bérubé et al. (2005),. Le système est donc catalysé par l'hydroxide de sodium dissout en phase aqueuse tandis que la réserve d'ion hydroxydes se trouve en fait en phase solide dans la portlandite (phase tampon) qui réagit beaucoup plus lentement car peu soluble. 
La somme des deux réactions revient finalement à la réaction directe entre l'hydroxyde de calcium et la dolomite, le catalyseur n'apparaissant pas dans la réaction globale: 
(Ca,Mg)(CO3)2  + Ca(OH)2 → Mg(OH)2 + 2 CaCO3
La réaction alcali-carbonate découverte au Canada dans les années 1950 par Swenson,, est moins bien connue que la réaction alcali-silice. Elle peut également être chimiquement couplée à cette dernière. Le fait que les roches dolomitiques contiennent également souvent diverses impurétés comme des argiles et de la matière organique complique l'étude de la réaction alcali-carbonate qui pourrait aussi cacher une réaction alcali-silice. 
L'utilisation de granulats calcaires ne suffit donc pas à éviter la réaction alcali-silice, tant s'en faut. 
En effet, certains calcaires peuvent également contenir de la silice amorphe comme impureté cimentant les grains de calcite au sein de la roche. C'est le cas notamment de certains calcaires au Canada et en Belgique. Les calcaires carbonifères du Tournaisien (région du Tournaisis en Belgique et du nord de la France peuvent contenir jusqu'à 25 – 30 % en poids de silice amorphe. Cette silice provient des spicules des éponges, organismes animaux primitifs très abondants à l'époque du carbonifère. Ces calcaires également très riches en niveaux de silex (chert, calcédoine) sont donc très sensibles à la réaction alcali-silice, à ne pas confondre dans leur cas avec une réaction alcali-carbonate beaucoup moins fréquente et moins dommageable. L'usage de ces calcaires très riches en silice est actuellement totalement interdit comme granulats dans les bétons. Leur usage dans de nombreux ouvrages d'art dans les années 60 et 70 lors de la construction des autoroutes en Belgique y causent encore beaucoup de problèmes.